# Borgo Ticino
Pour les articles homonymes, voir Borgo et Ticino.
Borgo Ticino est une commune italienne de 5 036 habitants en 2013, située dans la province de Novare, dans la région du Piémont, dans le nord-ouest de l'Italie.

## Géographie
Borgo Ticino est située à 30 km au nord de Novare, 6 km du lac Majeur et à 3 km des rives du Tessin.

## Histoire
Le territoire de Borgo Ticino est habité depuis la préhistoire comme attesté par quelques vestiges archéologiques.
Borgo Franco, comme on l'appelait initialement, est construit par Novare avant 1190, sur la colline au-dessus du vieux centre fortifié de Lupiate indiqué dans les documents de l'époque. La nouvelle fondation visait à contrer les seigneurs locaux, notamment la puissante famille de Castello. En 1413 les droits féodaux de Borgo Ticino sont accordés à Lancelot et Hermès Visconti. En 1447 le domaine passe à la famille Borromeo à laquelle il appartient jusqu'en 1646. Au cours de l'époque napoléonienne la ville est devenue une partie du département de l'Agogna, canton d'Arona. Après le retour de la Savoie, au XIXe siècle, elle était à la tête d'un commandement dont dépendait les centres d'Agrate Conturbia, Bogogno, Castelletto sopra Ticino, Comignago, Divignano, Pombia, Varallo Pombia et Veruno. Il s'y trouvait le juge de la cour et le bureau de la gabelle royale.
En 1855, est inaugurée la ligne de chemin de fer d'Alessandria-Novara-Arona, le long de laquelle se trouve la gare de Borgo Ticino (it).
Pendant la Seconde Guerre mondiale, Borgo Ticino est victime d'un massacre sanglant le 13 août 1944 causé par des représailles des troupes nazies qui exécutent 12 jeunes, puis pillent et incendient plusieurs maisons. La place principale de la ville est aujourd'hui dédiée à ces douze martyrs.
Le 17 octobre 2012, au tribunal militaire de Vérone, a été prononcée la sentence de Ernst Wadenpfhul, le seul survivant parmi les fascistes responsables du massacre de Borgo Ticino.
Après la guerre, la ville est la destination d'une forte immigration, venant principalement de Calabre et de Vénétie.

## Administration
| Période                                  | Période  | Identité            | Étiquette     | Qualité |
| ---------------------------------------- | -------- | ------------------- | ------------- | ------- |
| 05/06/2016                               | En cours | Alessandro Marchese | Liste civique |         |
| Les données manquantes sont à compléter. |          |                     |               |         |

### Hameaux
Gagnago, Campagnola

### Communes limitrophes
Agrate Conturbia, Castelletto sopra Ticino, Comignago, Divignano, Varallo Pombia, Veruno.

## Monuments et patrimoine

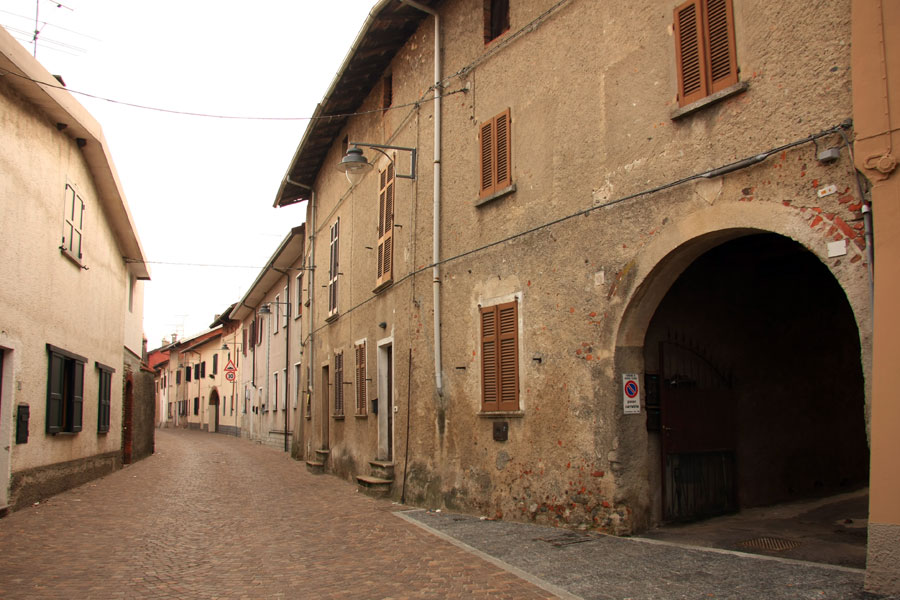
Une rue du bourg

- Sanctuaire de la Madonna delle Grazie, situé en dehors du village dans la direction d'Arona. Il est documenté depuis le XIIe siècle, a été reconstruit dans le style baroque en 1631. De l'édifice roman originel, sont conservés aujourd'hui seulement le clocher et une partie du mur nord.
- Église paroissiale Santa Maria Vergine Assunta, située sur la hauteur connue sous le nom de "castellazzo", construite au XIIe siècle. Dans le clocher sont conservées des fresques médiévales. La structure actuelle est une reconstruction du XIXe siècle construite par l'architecte Luigi Orelli de Novare, l'intérieur a été peint au XIXe siècle par le peintre milanais Gaetano Vaccani. Près de l'église se dresse un petit temple ossuaire du XVIIe siècle, il faisait partie d'un ancien cimetière.
- Oratoire San Fabiano, situé le long de la route provinciale qui mène à Castelletto sopra Ticino.
- Église San Zeno, dans la localité de Cascina San Pietro, ne sont visibles que les restes de certaines sections de la paroi, l'abside et de la nef.
- Le Prea Guzza, gros rocher porté par la fonte des glaciers.
- Torre Vignolo, dont les ruines sont visibles dans la réserve naturelle de Bosco Solivo.

## Personnalités nées dans la ville
- Antonio Cerruti (it) (1506- ...), poète.
- Giuseppe Tosi (1916-1981), athlète, médaillé d'argent du lancer du disque aux Jeux olympiques de Londres.